# NGC 1087
NGC 1087 (hay còn được gọi bằng những cái tên khác là UGC 2245 và PGC 10496) là một thiên hà xoắn ốc trung gian nằm trong chòm sao Kình Ngư. Thanh hay phần lõi ở trung tâm thiên hà này thì rất nhỏ có nhiều đặc điểm không đồng đều. Do đó, bản chất thực sự của thiên hà này đến này vẫn chưa được chắc chắn. Nó có một hạt nhân rất nhỏ, thanh ngang của nó rất ngắn. Theo như quan sát, cái thanh của thiên hà này dường như có một vài sự hình thành của một ngôi sao mới.
Dựa trên giá trị Redshift được công bố, người ta đã ước lượng khoảng cách thô cho thiên hà NGC 1087 là khoảng 80 triệu năm ánh sáng. NGC 1087 nằm gần với nhóm nhỏ các thiên hà bao gồm NGC 936, NGC 1055 và NGC 1090. Và vì khoảng cách của nó với nhóm thiên hà này, nên có lẽ nó có lẽ không nằm trong đó.
Tính đến thời điểm hiện tại, người ta đã quan sát được một siêu tân tinh loại II tên là 1995V nằm trong thiên hà này.